# إدوارد أنجل
إدوارد أنجل (بالإنجليزية: Edward Angle) - ولد (1 حزيران 1855 وتوفى 11 آب 1930) هو طبيب الأسنان الأمريكي الرائد في مجال تقوم الأسنان المعوجة يعتبر المؤسس الفعلي والأب الروحي لعلم تقويم الأسنان الحديث.
ولد في الأول من حزيران (يونيو) عام 1855 في ولاية بنسلفانيا في الولايات المتحدة الأمريكية. لقد كرس حياته للعلم والتعليم في مجال التقويم، ولقد اسس مدرسة انجل في سانت لويس.
ولد في بنسلفانيا، درس في كلية طب الاسنان في جامعة بنسلفانيا وأصبح طبيب اسنان في عام 1876 ميلادي.
بين 1887و1892 شغل منصب أستاذ طب الاسنان في جامعة ولاية مينيسوتا.
من 1892-1898 كان أستاذا للتقويم الأسنان في جامعة نورث وسترن،
بين 1886 و 1899 كان أستاذ في كلية طب الاسنان في جامعة سيمز ماريون للطب و1897-1899 في قسم الطب بجامعة واشنطن
اهتم انجل بالجانب الجمالي في التقويم وكذلك بجانب الوظيفي